# 김용강
김용강(金容江, Yong-Kang Kim、1965년 1월 3일 ~ )은 대한민국의 권투 선수이다. 전 세계복싱평의회(WBC), 세계복싱협회(WBA) 플라이급 세계 챔피언이다.

## 생애
전라남도 화순군 출신. 1985년 4월 6일 프로 데뷔. 1988년 7월 24일 세계복싱평의회(WBC) 세계 챔피언. 2차 방어 성공. 1995년 3월25일 타이틀 재도전 실패후 은퇴. 통산 전적 31전 26승(11KO)5패.

## 같이 보기
- 한국의 권투 선수 목록